# Unité urbaine d'Apprieu-Le Grand-Lemps
L'unité urbaine d'Apprieu-Le Grand-Lemps est une unité urbaine française centrée sur les communes de Apprieu et Le Grand-Lemps dans le département de l'Isère, en région Auvergne-Rhône-Alpes.

## Données générales
Dans le zonage réalisé par l'Insee en 2010, l'unité urbaine était composée de cinq communes.
Dans le nouveau zonage réalisé en 2020, elle est toujours composée de cinq communes.

## Composition 2020 de l'unité urbaine
Elle est composée des cinq communes suivantes :
| Nom            | Code Insee | Département | Statut       | Superficie (km2) | Population (dernière pop. légale) | Densité (hab./km2) | Modifier                                    |
| -------------- | ---------- | ----------- | ------------ | ---------------- | --------------------------------- | ------------------ | ------------------------------------------- |
| Apprieu        | 38013      | Isère       | ville-centre | 15,09            | 3 602 (2022)                      | 239                | modifier les données · modifier les données |
| Bévenais       | 38042      | Isère       | banlieue     | 14,08            | 1 042 (2022)                      | 74                 | modifier les données · modifier les données |
| Colombe        | 38118      | Isère       | banlieue     | 13,23            | 1 803 (2022)                      | 136                | modifier les données · modifier les données |
| La Frette      | 38174      | Isère       | banlieue     | 11,80            | 1 092 (2022)                      | 93                 | modifier les données · modifier les données |
| Le Grand-Lemps | 38182      | Isère       | ville-centre | 12,90            | 3 093 (2022)                      | 240                | modifier les données · modifier les données |

## Évolution démographique
| 1968  | 1975  | 1982  | 1990  | 1999  | 2009  | 2014  | 2020   |
| ----- | ----- | ----- | ----- | ----- | ----- | ----- | ------ |
| 5 068 | 5 413 | 6 199 | 7 459 | 7 774 | 9 387 | 9 857 | 10 318 |

#### Données générales
- Unité urbaine
- Aire d'attraction d'une ville
- Aire urbaine (France)
- Liste des unités urbaines de France

#### Données démographiques en rapport avec l'unité urbaine d'Apprieu-Le Grand-Lemps
- Grenoble
- Arrondissement de La Tour-du-Pin

#### Données démographiques en rapport avec l'Isère
- Démographie de l'Isère